# Siilinjärvi
Siilinjärvi est une municipalité du centre-est de la Finlande, dans la région de Savonie du Nord.

## Géographie

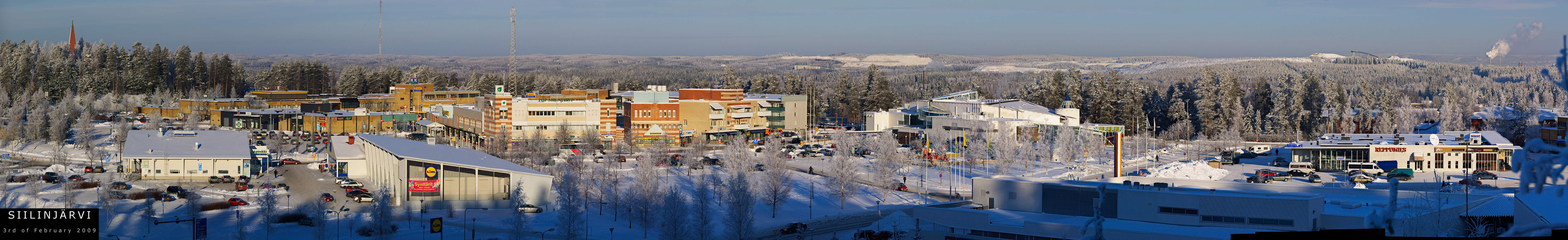
Le centre-ville.

La commune est entourée par les lacs, le Kallavesi à l'ouest et le Juurusvesi à l'est. Elle borde Kuopio au nord, et comme la plupart des communes finlandaises de banlieue présente un urbanisme assez anarchique.
La nationale 5 (E63) la traverse dans le sens nord-sud, longeant les 2 principaux centres de population, Toivala-Vuorela d'une part et Siilinjärvi-centre d'autre part. Ces deux zones urbaines concentrent 73 % de la population totale. La nationale 9 relie Siilinjärvi à Joensuu.
Le centre administratif est à 20 km de Kuopio.
Outre Kuopio au sud, la commune est entourée par les municipalités de Maaninka à l'ouest, Lapinlahti et Varpaisjärvi au nord et Nilsiä à l'est.

## Démographie
Depuis 1980, l'évolution démographique de Siilinjärvi est la suivante, :
| Année      | 1980   | 1985   | 1990   | 1995   | 2000   | 2005   |
| ---------- | ------ | ------ | ------ | ------ | ------ | ------ |
| population | 15 168 | 16 941 | 18 749 | 19 304 | 19 742 | 20 271 |
| Année      | 2010   | 2015   | 2020   |        |        |        |
| population | 21 010 | 21 789 | 21 428 |        |        |        |

## Économie
La commune est une des plus dynamiques de la région. Elle compte le plus fort taux de croissance de la population de la Savonie du Nord, 1 % l'an, ce qui est une performance d'autant plus louable que seules 5 communes sur 23 gagnent des habitants.
La raison en est la relative prospérité économique. Celle-ci est due en premier à la proximité de la plus grande ville de l'est de la Finlande, Kuopio, qui déborde sur sa voisine du nord, y ayant notamment construit son aéroport. Cet aéroport abrite également des activités de l'armée de l'air et est le siège de l'escadrille de Carélie.
Mais la prospérité est due aussi aux ressources propres de la commune, et premièrement à ses importantes mines d'apatite. Celles-ci sont exploitées par la compagnie Kemira GrowHow, qui possède également une importante usine (ouverte en 1969). D'autres industries sont également installées, permettant à la commune de présenter le taux de chômage le plus bas de la région.
La croissance économique et la demande de main-d'œuvre plus forte ont porté le taux d'emploi à 72,6% en 2019. Le taux de chômage a baissé de moins d'un point de pourcentage à 6,7%.

### Principales entreprises
En 2020, les principales entreprises de Siilinjärvi par chiffre d'affaires sont :
| Société                    | C.A.   |
| -------------------------- | ------ |
| Lujabetoni Oy              | 158 M€ |
| Voimatel Oy                | 109 M€ |
| Savon Voima Verkko Oy      | 94 M€  |
| Savon Voima Oyj            | 64 M€  |
| Suomen Maastorakentajat Oy | 53 M€  |
| Hydroline Oy               | 42 M€  |
| Sakupe Oy                  | 23 M€  |
| Mestarifarmi Oy            | 12 M€  |
| KP-ServicePartner Oy       | 10 M€  |
| Cross Wrap Oy              | 10 M€  |

### Employeurs
En 2020, ses plus importants employeurs sont:
| Employeur                  | Employés |
| -------------------------- | -------- |
| Voimatel Oy                | 803      |
| Lujabetoni Oy              | 736      |
| Sakupe Oy                  | 245      |
| Suomen Maastorakentajat Oy | 126      |
| Savon Voima Oyj            | 116      |
| KP-ServicePartner Oy       | 60       |
| SP stainless Oy            | 45       |
| Simetek Works Oy           | 45       |
| Savon Voima Verkko Oy      | 38       |
| Cross Wrap Oy              | 31       |

## Transports

### Routiers
La commune est traversée par la nationale 5, la nationale 9, la kantatie 75 vers Kuhmo et la kantatie 77 vers Kyyjärvi.
Les nationales 5 et 9 se séparent à Vuorela.
- Kuopio, Varkaus, Mikkeli, Heinola, Lahti, Helsinki (vers le Sud)
- Iisalmi, Kajaani, Kuusamo, Sodankylä (vers le Nord)
- Kuopio, Jyväskylä, Tampere, Turku (vers le Sud-Ouest)
- Joensuu, Niirala (vers l'Est)

Siilinjärvi est aussi traversée par les routes régionales 559, 562 et 576.
Siilinjärvi est sur la Route bleue.

### Ferroviaires
La Voie ferrée Kouvola–Iisalmi dessert la gare de Siilinjärvi (fi).

### Aérien
L'aéroport de Kuopio est situé à une dizaine de kilomètres du centre de Siilinjärvi.

## Jumelages
| Ville | Ville           | Pays | Pays      |
| ----- | --------------- | ---- | --------- |
|       | Amberg          |      | Allemagne |
|       | Elverum         |      | Norvège   |
|       | Hajdúböszörmény |      | Hongrie   |
|       | Kamennogorsk    |      | Russie    |
|       | Sunne           |      | Suède     |

## Habitants célèbres
- Turmion Kätilöt
- Katri-Helena Eskelinen
- Mikko Hirvonen
- Atik Ismail
- Jyrki Katainen
- Kimmo Timonen
- Sakari Kuosmanen
- Kalle Leinonen,
- Sanni Leinonen,
- Ari-Pekka Nikkola
- Kimmo Savolainen
- Ilkka Herola

## Galerie

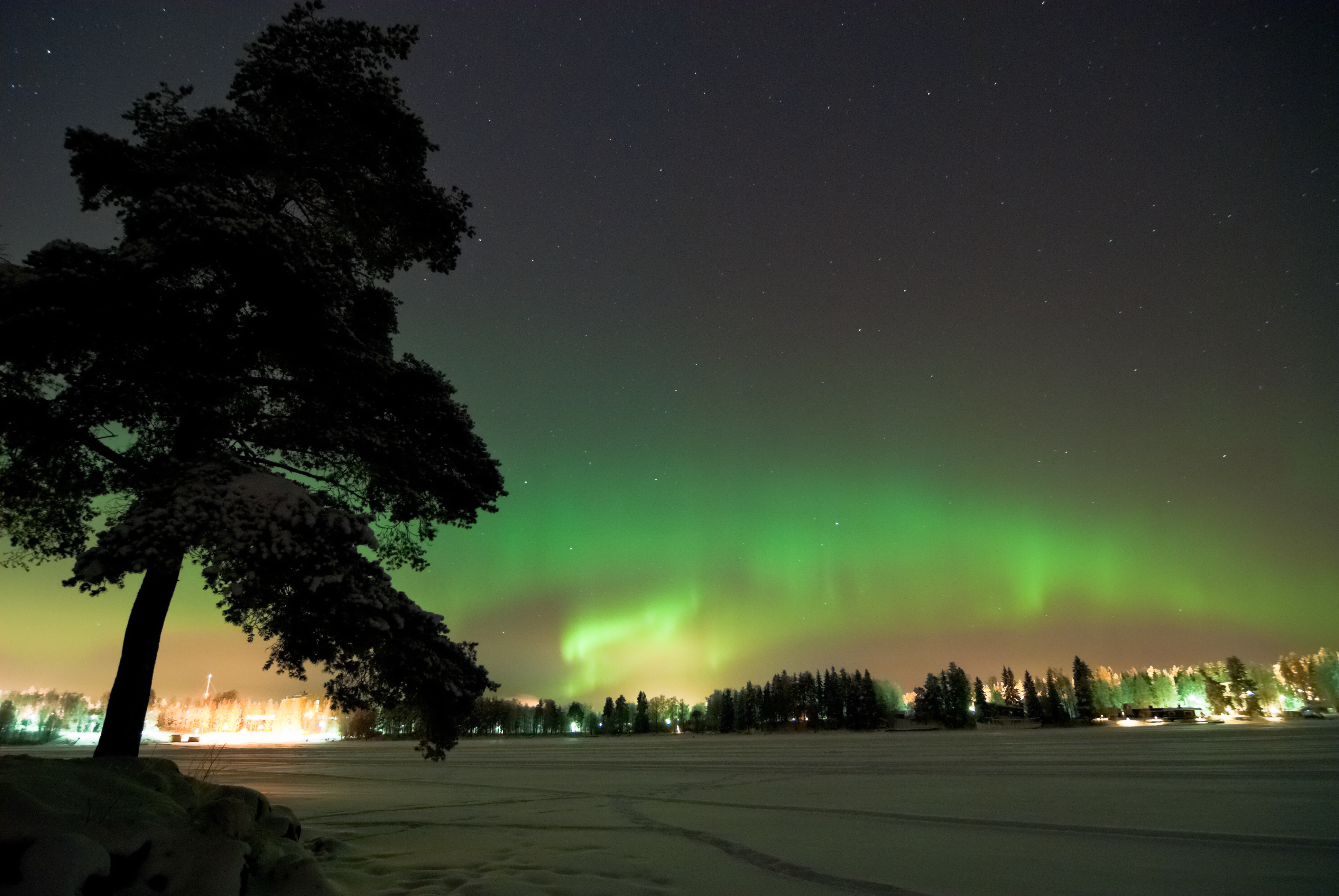
Aurore boréale du 21 janvier 2010.
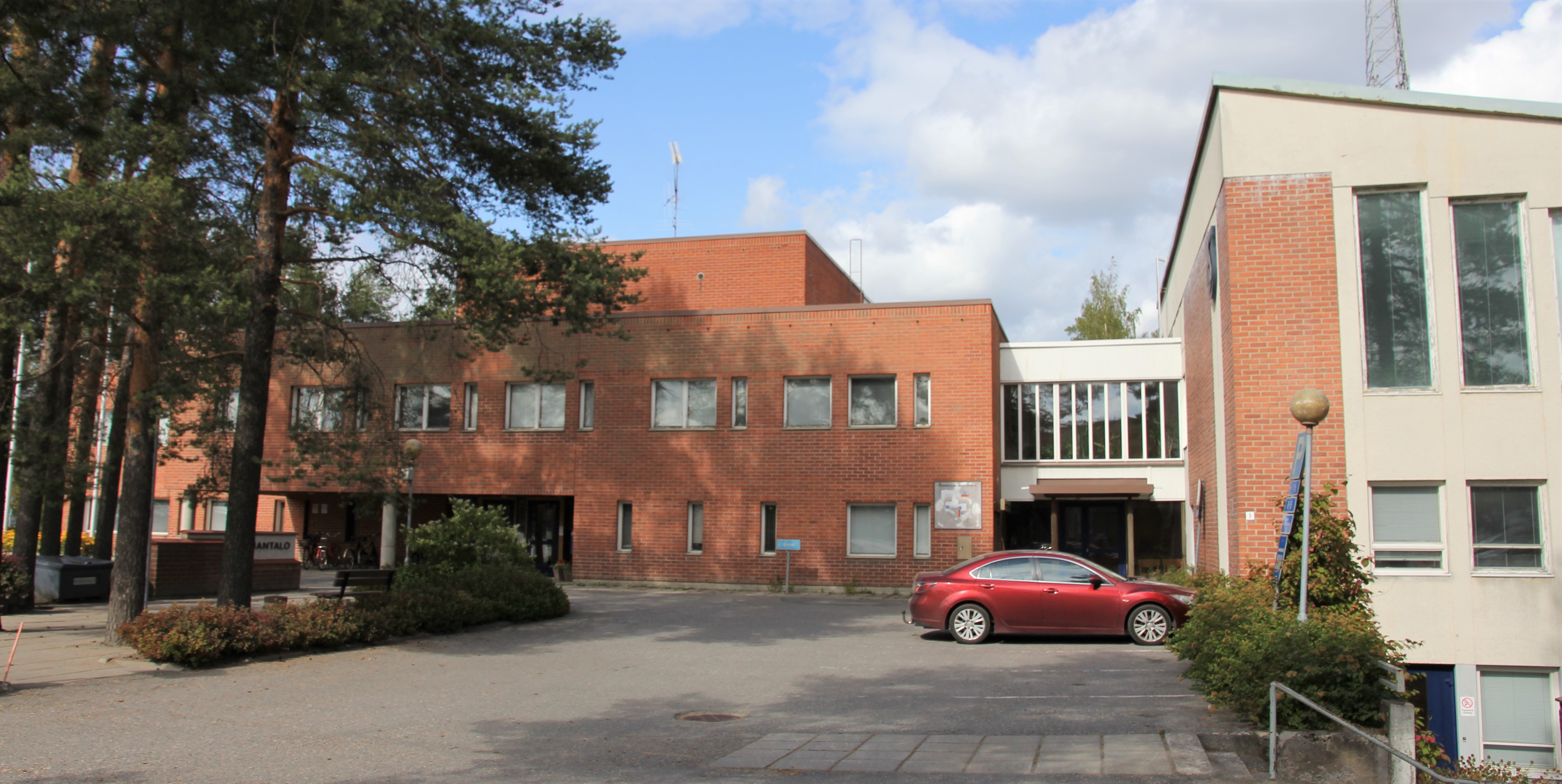
La mairie.
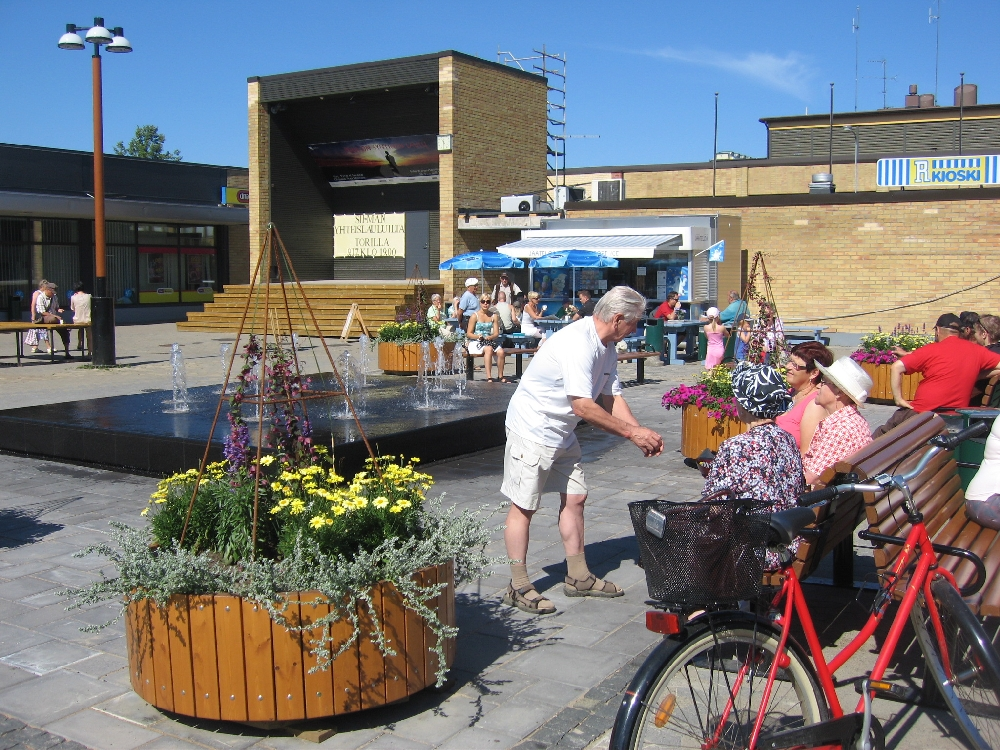
Le marché.
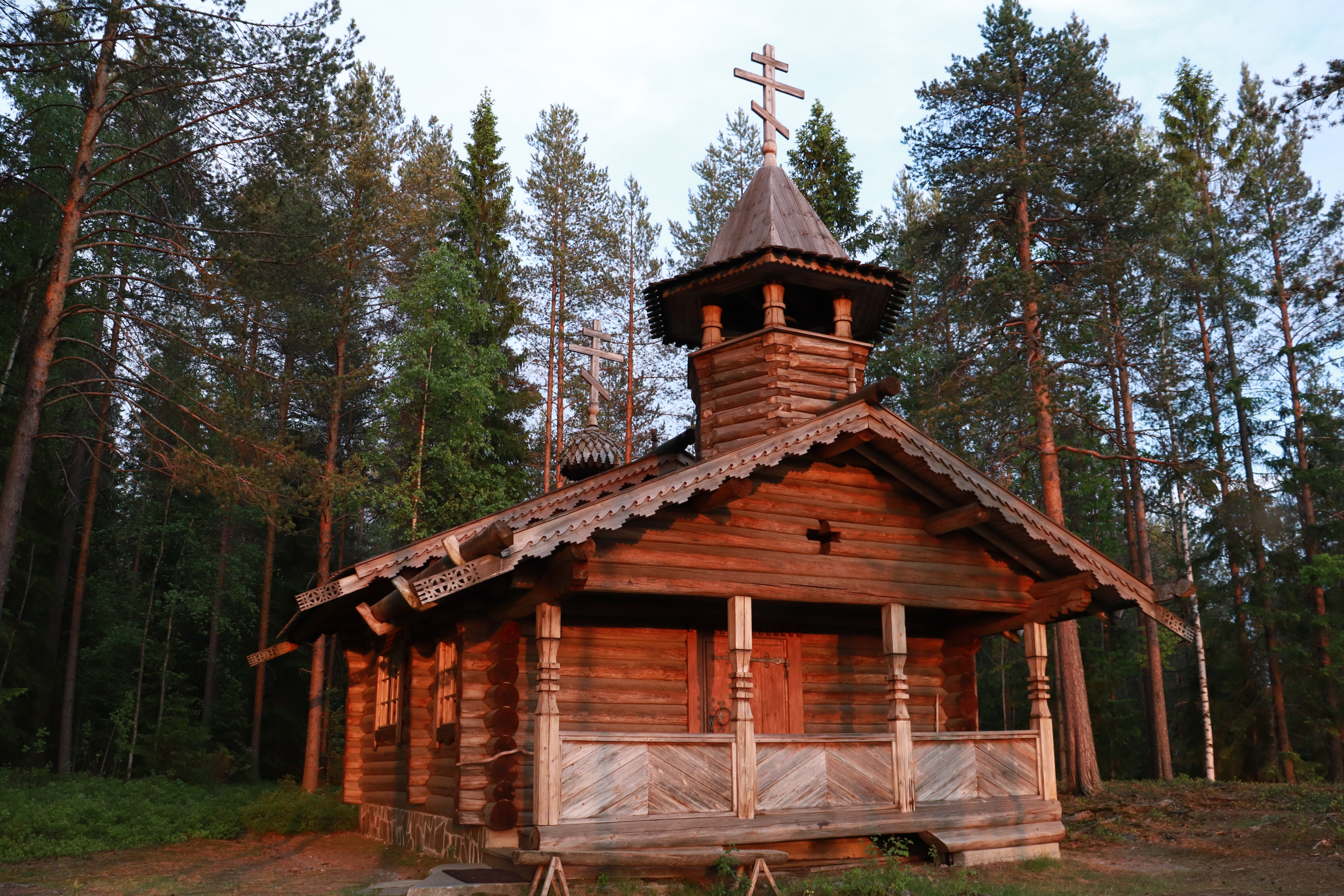
La chapelle orthodoxe de Toivala.
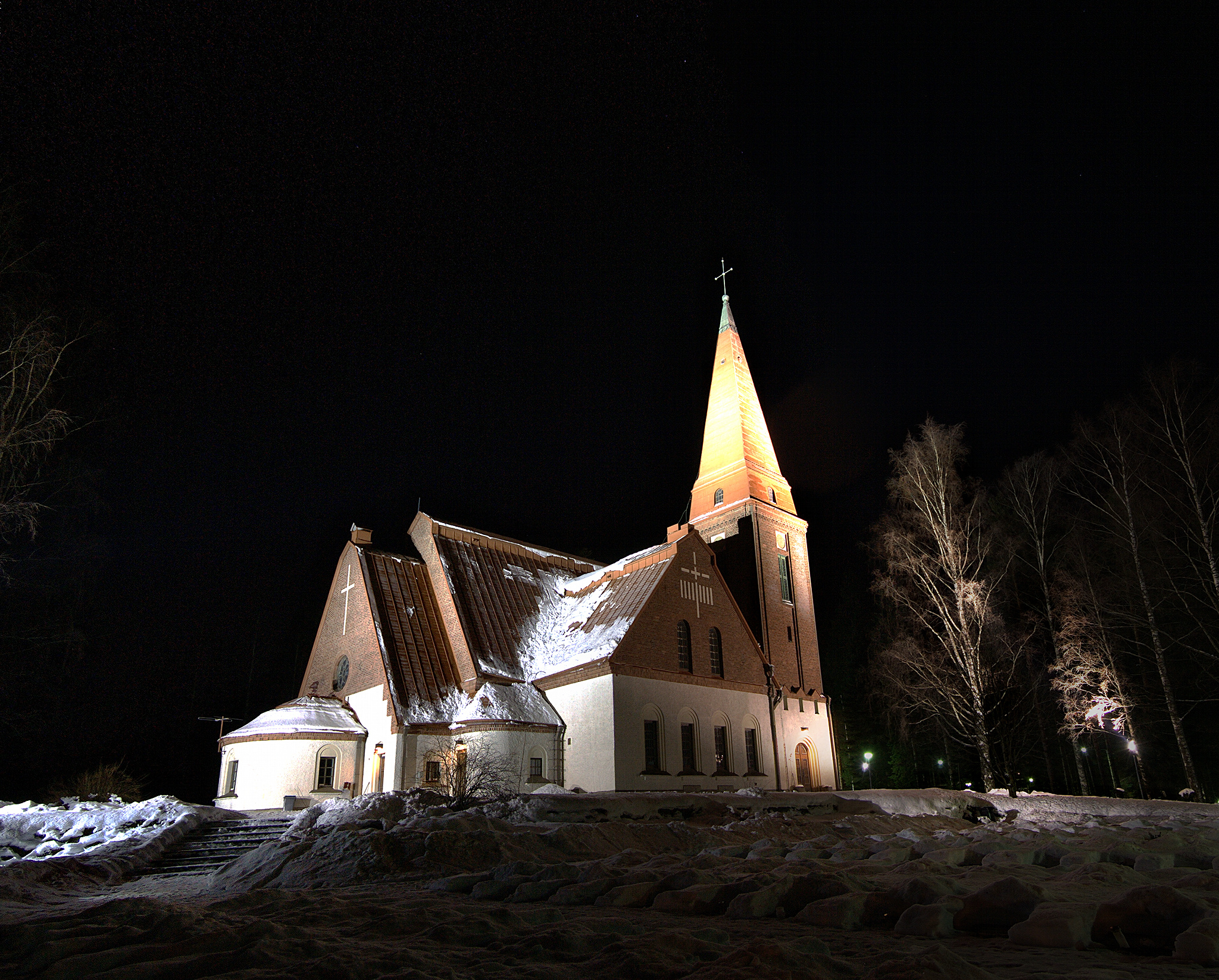
L'église de Siilinjärvi
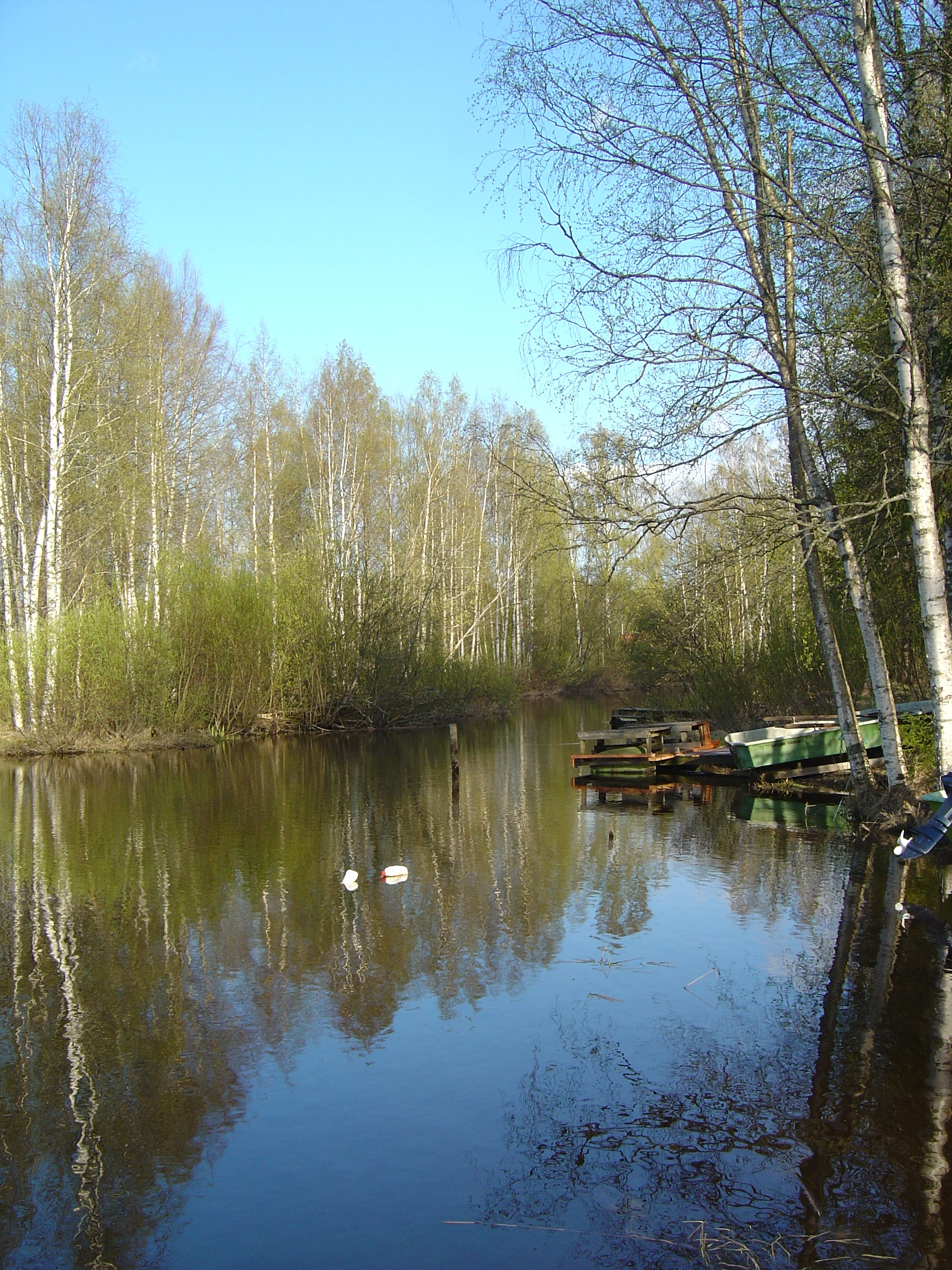
La rivière Siilinjoki (fi) à Siilinjärvi.